# Polska Kolekcja Kryminalna
Polska Kolekcja Kryminalna – polska seria kryminalna składająca się z szesnastu tomów (głównie powieści kryminalnych i opowiadań kryminalnych), wydawana w latach 2005-2017 przez Wydawnictwo EMG z Krakowa. Redaktorem prowadzącym serię jest Irek Grin.

## Książki z serii
Pierwszy tom kolekcji, zbiór opowiadań kryminalnych pod tytułem Trupy polskie, ukazał się jesienią 2005. W skład zbioru weszły utwory 14 autorów, w tym m.in. Joanny Chmielewskiej, Piotra Bratkowskiego, Jacka Dukaja, Marka Harnego, Andrzeja Pilipiuka, Sławomira Shuty, Andrzeja Ziemiańskiego oraz Marcina Świetlickiego. Redaktorem pierwszego tomu Polskiej Kolekcji Kryminalnej był Marcin Baran. Książka ukazała się z posłowiem Andrzeja Stasiuka oraz z "Indeksem trupów" autorstwa Pawła Dunina-Wąsowicza.
Drugi tom kolekcji na półki sklepowe trafił wiosną 2006. Była to powieść Marcina Świetlickiego pod tytułem Dwanaście, zainspirowana historią Kotka ze zbioru Trupy polskie.
Trzeci tom kolekcji to debiut Gai Grzegorzewskiej (2006) pod tytułem Żniwiarz (pierwszy tom z cyklu Julia Dobrowolska). Jest to historia nawiązująca do powieści detektywistycznych spod znaku Agathy Christie.
Kolejne części serii to:
- Tom IV – Maciej Malicki, Kogo nie znam (2007)
- Tom V – Marcin Świetlicki, Trzynaście (2007); kontynuacja poprzedniej pozycji autora
- Tom VI – Gaja Grzegorzewska, Noc z czwartku na niedzielę (2007); kontynuacja Żniwiarza, drugi tom z cyklu Julia Dobrowolska
- Tom VII – Edward Pasewicz, Śmierć w darkroomie (2007); określana jako pierwszy polski kryminał gejowski
- Tom VIII – Marcin Świetlicki, Jedenaście (2008)
- Tom IX – Marcin Świetlicki, Gaja Grzegorzewska, Irek Grin, Orchidea (2009)
- Tom X – Gaja Grzegorzewska, Topielica (2010); trzeci tom z cyklu Julia Dobrowolska
- Tom XI – Adam Ubertowski, Inspektor Van Graaf (2010)
- Tom XII – Robert Ziębiński, Dżentelmen (2010)
- Tom XIII – Gaja Grzegorzewska, Grób (2012); czwarty tom z cyklu Julia Dobrowolska
- Tom XIV – Czas zbrodni. Zmyślone kroniki kryminalnego Wrocławia (2015); zbiór opowiadań autorstwa uczestników Kryminalnych Warsztatów Literackich, które odbywają się w ramach Międzynarodowego Festiwalu Kryminału we Wrocławiu
- Tom XV – Kalendarz kryminalny 2016/2017 (2016); kompendium wiedzy dla fanów kryminałów, powieści sensacyjnych i thrillerów
- Tom XVI – Słownik polskich autorów literatury kryminalnej (2017)